# Take Me Away
Take Me Away — другий сингл американського поп-рок гурту Plain White T's з третього студійного альбому All That We Needed. Пісня вийшла у 2005 році під леблом Fearless. У 2005 році був знятий відеокліп до цієї пісні (це було третє відео гурту). На відео показано квартиру, де є багато людей (на вечірці). Відео починається тим, що одна з присутніх дівчат знаходить стару касету гурту Plain White T's, і ставить її у програвач. Після цього у квартирі з'являються музиканти й починають грати.

## Учасники запису
- Том Хігенсон — вокал, акустична гітара
- Де Мар Гамільтона — барабани, перкусія, бек-вокал
- Дейв Тіріо — ритм-гітара, бек-вокал
- Тім G. Лопес — лід-гітара, вокал
- Майк Ретондо — бас, бек-вокал